# The End of Century
The End of Century – piąty album studyjny zespołu Sweet Noise, będący anglojęzyczną wersją płyty pt. Koniec wieku, wydany w roku 1999 przez wytwórnię Universal Music Polska.

## Lista utworów
Źródło.
| Nr  | Tytuł utworu                         | Autorzy                      | Długość |
| --- | ------------------------------------ | ---------------------------- | ------- |
| 1.  | „In The Name Of God”                 | Mohamed, Osiński, Bigosiński | 5:26    |
| 2.  | „Wish”                               | Mohamed, Osiński             | 6:07    |
| 3.  | „The End of Century”                 | Mohamed, Osiński             | 11:01   |
| 4.  | „Civilized”                          | Mohamed, Osiński             | 5:00    |
| 5.  | „Who I Am”                           | Mohamed, Osiński             | 5:08    |
| 6.  | „The Flame Of Life”                  | Mohamed, Osiński             | 5:53    |
| 7.  | „Away”                               | Mohamed, Osiński, Bigosiński | 4:43    |
| 8.  | „Emptiness”                          | Mohamed, Osiński, Bigosiński | 5:12    |
| 9.  | „Welcome”                            | Mohamed, Osiński, Bigosiński | 6:07    |
| 10. | „Run”                                | Mohamed, Osiński             | 5:44    |
| 11. | „Home”                               | Mohamed, Osiński             | 5:46    |
| 12. | „From Deep Within”                   | Mohamed, Osiński             | 5:58    |
| 13. | „Shall I Never Die − Aztec`s Prayer” | Mohamed, Osiński             | 5:12    |
|     |                                      |                              | 1:17:17 |

## Twórcy
Źródło.

- Piotr "Glaca" Mohamed – wokal prowadzący, instrumenty perkusyjne, koncepcja oprawy graficznej, produkcja muzyczna
- Tomasz "Magic" Osiński – gitara, instrumenty perkusyjne, wokal wspierający, produkcja muzyczna
- Grzegorz "Bigozz" Bigosiński – gitara elektryczna
- Maciej "Żuk" Żebrowski – gitara basowa
- Bartłomiej "Fido" Czerniachowski – perkusja
- Mahmud Fagir – gościnnie głos
- Anna Zinkow – gościnnie śpiew
- Sandra Antczak – gościnnie głos
- Lorena Antczak – gościnnie głos
- Andrzej Trzeciak – gościnnie wiolonczela
- Milo Kurtis – gościnnie instrumenty perkusyjne
- Adam Toczko – inżynieria dźwięku, miksowanie
- Andrzej Karp – inżynieria dźwięku
- Jarosław Kidawa – inżynieria dźwięku
- Maciej Bogusławski – obsługa techniczna
- Grzegorz Piwkowski – mastering
- Łukasz "Thor" Dziubalski – koncepcja oprawy graficznej, ilustracje, projekt graficzny
- Marta Dziubalska – ilustracje, projekt graficzny
- Vito "The Reptile" Dziubalski – piktogramy
- Paweł Althamer – ilustracje
- Sue Lemieux – zdjęcie zespołu
- Anna Pawlina – stylizacja
- Sylwia Lato – A&R